# Gavril Rațiu
Gavril Rațiu (n. 1861, Teiuș, comitatul Alba de Jos – d. 6 decembrie 1923) a fost un politician român, delegat supleant din partea comunei Teiuș pe Lista delegaților la Marea Adunare Națională de la Alba Iulia.